# Muzej Alvarja Aalta
Muzej Alvarja Aalta je finski muzej, posvečen arhitektu in oblikovalcu Alvarju Aaltu, ki deluje v dveh mestih, Jyväskylä in Helsinki, na dveh lokacijah. Vse lokacije so odprte za javnost. To so:
- Muzej Alvarja Aalta v Jyväskyläju, ki je muzej, specializiran za arhitekturo in oblikovanje, ter deluje kot nacionalni in mednarodni center za vse, kar je povezano z Aaltom (podrobneje spodaj).[1]
- Izkustvena hiša Muuratsalo (podrobneje spodaj)[2]
- Vila Aalto v Munkkiniemiju, Helsinki[3]
- Studio Aalto, tudi v Munkkiniemiju, Helsinki[4]

## Muzej Alvarja Aalta v Jyväskyläju
Ta muzej, ki je specializiran za arhitekturo in oblikovanje, je v Jyväskyläju. Ustanovljen je bil leta 1966 za ohranjanje dediščine arhitekture Alvarja Aalta. Muzej je v stavbi, ki jo je zasnoval Aalto in je bila dokončana leta 1973.
Muzej deluje kot središče informacij o vsem, kar je povezano z Aaltom, in organizira razstave tako na Finskem kot v tujini ter izdaja publikacije o Alvarju Aaltu. V muzeju je stalna razstava o življenjskem delu Alvarja Aalta. Trenutna stalna razstava je bila odprta leta 1998, ob stoletnici Aaltovega rojstva.
Poslanstvo oddelka stavbne dediščine muzeja je varovanje zgradb, ki jih je zasnoval Alvar Aalto. Vodi nacionalni register zaščitenih stavb Aalto in nudi strokovno pomoč pri zadevah v zvezi z Aaltovimi stavbami. Oddelek za stavbno dediščino tesno sodeluje s Finskim nacionalnim odborom za starine.
Preden je bil leta 1998 ustanovljen umetniški muzej Jyväskylä, je muzej Alvar Aalto gostil tudi razstave vizualnih umetnosti.

## Stavba muzeja
Muzej, ki ga je zasnoval Alvar Aalto in je bil dokončan leta 1973, stoji na pobočju, ki leži ob jezeru Jyväsjärvi. Skupaj z Muzejem Centralne Finske (Alvar Aalto, 1961) te stavbe tvorijo kulturno središče v neposredni bližini Univerze v Jyväskylä (Alvar Aalto, 1951–71).
Oba muzeja predstavljata Aaltovo 'belo obdobje'. Desetletna razlika v zasnovi stavb je vidna predvsem na fasadah - fasada Muzeja Centralne Finske, ki se dviga iz pobočja hriba, kaže geometrijsko praktičnost zgodnjega funkcionalizma, medtem ko je muzej Aalto bolj zaprt, a hkrati bolj svoboden v svoji obliki.
Zunanje stene Aaltovega muzeja so obložene s svetlimi keramičnimi ploščicami, imenovanimi Halla ('mraz'), ki jih proizvajajo znani finski proizvajalci porcelana Arabia. Visok betonski podstavek je bil pobarvan z belo barvo. Navpični pasovi paličastih glaziranih ploščic delijo vzpetine v obliki obzidja in tvorijo relief, ki daje močan učinek globine, ko je površina preplavljena s svetlobo. Obzidje je poudarjeno z navpičnimi letvicami na strešnih oknih razstavnih galerij, zaradi katerih se strešne luči ob pogledu iz določenega zornega kota zlijejo s fasado.
V prvem nadstropju muzeja so preddverje in garderobe, muzejska trgovina, kavarna Alvar, referenčna knjižnica, pisarniški in skladiščni prostori ter muzejska delavnica URBS. Okna Café Alvar imajo pogled na niz odprtih bazenov, z vodo, ki teče iz enega v drugega vzdolž poti, ki je bila nekoč naravni potok.
Razstavni prostor drugega nadstropja ima skupno površino 700 m². Valovita površina zadnje stene vsebuje sled paviljona, ki ga je Aalto zasnoval za svetovni sejem v New Yorku leta 1939. Svetloba teče skozi strešna okna. V drugem nadstropju je stalna razstava muzeja z naslovom Alvar Aalto, arhitekt ter menjajoče se razstave o arhitekturi in oblikovanju.

## Zbirke
Zbirke muzeja obsegajo skoraj 1500 predmetov: pohištvo, svetila, umetnine iz stekla in druge stvari, ki sta jih oblikovala Aino Aalto in Alvar Aalto. Vključujejo tudi slike Alvarja Aalta in več kot 30 modelov njegovih stavb. Poleg unikatnih kosov pohištva so v zbirkah skoraj vsi modeli, ki so bili serijsko izdelani, ter veliko število prototipov.
Zbirka risb Alvarja Aalta vsebuje ok. 200.000 izvirnih risb in dokumentov, povezanih z njegovimi načrti, od leta 1917 dalje. Muzej ima v Jyväskyläju tudi arhiv fotografij, arhiv časopisov, referenčno knjižnico in arhiv Aaltove korespondence.

## Razstave
Stalna razstava Alvar Aalto, arhitekt predstavlja Aaltovo delo skozi modele, originalne risbe in fotografije. Posebna pozornost je namenjena 24 posameznim objektom ali skupinam objektov. Prisotno je tudi Aaltovo oblikovanje interierjev, steklenih predmetov in kosov pohištva. Poleg stalne razstave so v Galeriji muzeja spremenljive razstave o arhitekturi in oblikovanju. Muzej organizira tudi potujoče razstave o Aaltovih delih. Z Aaltovo arhitekturo in oblikovanjem se je mogoče seznaniti tudi na muzejskih spletnih razstavah.

### Spletne razstave
- Življenje Alvarja Aalta 1898–1976
- Sanatorij Paimio
- Stoli
- Svetilke
- Mestna hiša Säynätsalo

## Eksperimentalna hiša Muuratsalo
Eksperimentalna hiša Muuratsalo je na obali jezera Päijänne. Zgrajena je bila kot poletna rezidenca za Alvarja in Elisso Aalto v letih 1952–1954, družina Aalto pa jo je uporabljala kot poletno hišo do leta 1994. Od takrat je hišo pridobil muzej. Hiša je obdana z začasnim dvoriščnim prostorom, ki, gledano navzven, uokvirja pokrajino znotraj svojega vhoda. Ta delna ograjenost posreduje prostor in ustvarja razliko med notranjostjo in zunanjostjo, odprto in zaprto obliko. Fasada uporablja mešanico različnih slogov predelane opeke in razporeditve zidakov. Aalto je to skupino stavb opisal kot kombinacijo arhitekturnega studia in eksperimentalnega centra, v katerem bi lahko izvajali tudi eksperimente, ki še niso dovolj razviti, da bi jih preizkusili v praksi, in kjer je bližina narave lahko navdih za oba, oblika in struktura. Šlo je za nekakšen laboratorij, ki je bil hkrati združen z igrivim pristopom.
- Notranjost
- Zunanji pogled
- Aalto je eksperimentiral z materiali in njihovimi kombinacijami